# Oceania (álbum)
Oceanía es el octavo álbum de estudio de la banda estadounidense de rock alternativo Smashing Pumpkins lanzado a la venta y publicado el 19 de junio de 2012 en EMI Music y Martha's Music. Producido por Billy Corgan and Bjorn Thorsrud, el álbum es parte del trabajo recopilatorio, Teargarden by Kaleidyscope. Desde septiembre de 2012, Oceania ha vendido unas 102 000 copias sólo en EE. UU.
Existe la versión en vivo, "Oceania: En Vivo en N.Y.C., grabada el 24 de septiembre de 2013.
El 26 de abril de 2011, en un video en la página de Facebook de la banda, el vocalista Billy Corgan anunció planes para lanzar Oceanía como "un álbum dentro de otro álbum," relativo a Teargarden by Kaleidyscope, que implicaba la liberación de las canciones una por una, gratuita en Internet a partir de finales de 2009, y luego liberarlos en EPs - después afirmando que álbumes son un medio muerto. Si bien Oceania puede aparecer contradecir eso, Corgan explica:
"Todavía mantengo mi opinión de que no creo álbumes que son particularmente relevantes en este momento. Eso puede cambiar. Pero en cuanto a la creación de música ... desde el punto de vista de la escritura, realmente me va a centrar poner un grupo de canciones, juntos, que se supone que van de la mano".
Corgan más tarde admitió que cambiaron de nuevo al formato álbum porque "... llegó a un punto en que me di cuenta de que la idea de una canción en un tiempo había llegado al máximo de sí mismo ... Acabo de ver que no conseguíamos la penetración en el que todo el mundo que yo habría esperado. "
La banda terminó de mezclar el álbum el 18 de septiembre de 2011.
Oceanía fue el primer álbum de larga duración grabado con el guitarrista Jeff Schroeder, y el único álbum grabado con el baterista Mike Byrne y la bajista Nicole Fiorentino. La banda fue complementada en el estudio de una sesión teclista anónima, Fiorentino tenía que decir esto acerca de su papel en la grabación de Oceanía.:
"Creo que es porque todos estamos trabajando juntos en este disco que es, naturalmente, va a tener un ambiente diferente que cualquiera de los otros registros en el que Billy jugó la mayor parte de los instrumentos él mismo. Creo que hemos profundizado en un nuevo territorio con seguridad, pero lo que me gusta de este disco es que tiene que cosas de la vieja escuela, cosas y toques familiares que se sienten a la misma, con un toque moderno. Lo bueno es que fue capaz de capturar la energía del material viejo sin la rasgadura apagada de Billy, definitivamente encontró su camino de regreso a lo que le daba golpecitos en la hora de escribir Gish y Siamese Dream".
El guitarrista Jeff Schroeder también dio a entender que el álbum podría ser menos pesado que los álbumes anteriores, afirmando que "En este día y edad, con lo que está pasando políticamente y socialmente, sólo se siente derecho a jugar algo que es un poco más amplias y de ensueño. Queremos que la música vuelva a mover a la gente a un nivel emocional ".
En noviembre de 2011, fecha de lanzamiento del álbum, fue pospuesto de nuevo a la primavera de 2012 y se anunció a través de Twitter.
Corgan ha dicho que Oceanía es "el mejor esfuerzo desde Mellon Collie And The Infinite Sadness". Comparándolo con sus obras anteriores, dijo, "es la primera vez en la que realmente logra a escapar de la antigua banda. No voy a reaccionar contra ella o para ella o en la sombra de ella."

## Lista de canciones
1. "Quasar" – 4:55
2. "Panopticon" – 3:52
3. "The Celestials" – 3:57
4. "Violet Rays" – 4:19
5. "My Love Is Winter" – 3:32
6. "One Diamond, One Heart" – 3:50
7. "Pinwheels" – 5:43
8. "Oceania" – 9:05
9. "Pale Horse" – 4:37
10. "The Chimera" – 4:16
11. "Glissandria" – 4:06
12. "Inkless" – 4:21
13. "Wildflower" – 4:42

- Datos: Q1360345